# Mile Vergara
Ana Milena Vergara de la Espriella (Cartagena, Bolívar, Colombia, 7 de octubre de 1960), más conocida como Mile Vergara, es una actriz, cantante, presentadora de televisión y ex-reina de belleza colombiana.

## Carrera
Vergara nació en Barranquilla y poco tiempo después se trasladó a Sincelejo, Sucre. En 1975 representó a su departamento en el Festival Nacional de la Canción de Villavicencio. Más adelante se desempeñó como presentadora del programa infantil Pequeños gigantes, luego de grabar tres álbumes de estudio, Viento de pena, Volverá y Qué será. Tras pasar algunos años en los Estados Unidos, la actriz apareció en series de televisión de su país como Las Juanas (1997) Oye bonita (2008), Chepe Fortuna (2010), Casa de reinas (2012) y La cacica (2017) y en largometrajes como La ciénaga: entre el mar y la tierra (2010) y La médium del venerable (2019).

## Filmografía

### Televisión
| Año       | Título                     | Personaje             | Canal              |
| --------- | -------------------------- | --------------------- | ------------------ |
| 2017-2018 | La Cacica                  | Carmen Lora           | Caracol Televisión |
| 2014      | La Playita                 | Narly Vda de Martínez | Canal RCN          |
| 2012-2013 | Casa de reinas             | Rosalía Cabrales      | Canal RCN          |
| 2010-2011 | Chepe Fortuna              | Rosalía Cabrales      | Canal RCN          |
| 2008-2010 | Oye bonita                 | Dora "Dorita"         | Caracol Televisión |
| 2008-2009 | El ultimo matrimonio feliz | Mamá de Ángela "Gigi" | Canal RCN          |
| 2006-2007 | Floricienta                | Teresa "Titina" Ramos | Canal RCN          |
| 1999-2000 | Francisco el matematico    | Clara Inés Oñate      | Canal RCN          |
| 1997-1998 | Las Juanas                 | Teresalsura           | Canal RCN          |

## Cine
| Año  | Título                               | Personaje | Nota |
| ---- | ------------------------------------ | --------- | ---- |
| 2019 | La médium del venerable              |           |      |
| 2010 | La ciénaga: entre el mar y la tierra |           |      |